# Marko Dević
Marko Dević, serb. cyr. Марко Девић, ukr. Марко Девіч, Marko Dewicz (ur. 27 października 1983 w Belgradzie, Jugosławia) – serbski piłkarz, grający na pozycji pomocnika, reprezentant Ukrainy. 25 czerwca 2008 otrzymał ukraińskie obywatelstwo.

## Kariera piłkarska

### Kariera klubowa
Ojciec Devicia również był piłkarzem. Marko Dević rozpoczął treningi w wieku 10 lat. W 2001 zadebiutował w klubie FK Zvezdara Belgrad. Później występował w belgradzkich klubach Železnik, Radnički i Voždovac. W 2004 z Radnički zdobył brązowy medal mistrzostw Serbii i Czarnogóry. W styczniu 2005 za 150 tys. euro został kupiony do ukraińskiego klubu Wołyń Łuck. W 2006 po spadku Wołyni przeniósł się do Metalista Charków, z którym odnosił największe sukcesy: został królem strzelców ligi ukraińskiej w sezonie 2007/2008 oraz zdobył brązowe medale mistrzostw Ukrainy w sezonie 2006/07 i 2007/08. 25 maja 2012 roku za 5 milionów euro przeszedł do Szachtara Donieck, ale już po pół roku, 27 lutego 2013 roku powrócił do Metalista Charków. 27 lutego 2014 roku przeszedł do Rubinu Kazań. 25 stycznia 2015 został wypożyczony do katarskiego Al-Rajjan SC. Po wygaśnięciu kontraktu w końcu grudnia 2016 opuscił Rubin, a 17 stycznia 2017 został piłkarzem FK Rostów. 17 czerwca 2017 opuścił rostowski klub, a 8 sierpnia został piłkarzem FC Vaduz. 5 sierpnia 2018 zasilił skład Sabahu Baku. 20 sierpnia 2019 wrócił do FK Voždovac. 16 stycznia 2020 ponownie został piłkarzem Sabahu Baku.

### Kariera reprezentacyjna
Ponieważ selekcjonerzy reprezentacji Serbii nie powoływali go do reprezentacji, wyraził chęć występowania w ukraińskiej reprezentacji i zdecydował przyjąć ukraińskie obywatelstwo. 19 listopada 2008 zadebiutował w reprezentacji Ukrainy w spotkaniu towarzyskim z Norwegią wygranym 1:0.

## Sukcesy i odznaczenia

### Sukcesy klubowe
- wicemistrz Ukrainy: 2012/13
- brązowy medalista Mistrzostw Ukrainy: 2007/08, 2008/09, 2009/10, 2010/11, 2011/12
- zdobywca Superpucharu Ukrainy: 2012
- zdobywca Pucharu Liechtensteinu: 2017/18

### Sukcesy indywidualne
- król strzelców Mistrzostw Ukrainy: 19 goli (2008)